# Distretto di Ouled Driss
Il distretto di Ouled Driss è un distretto della provincia di Souk Ahras, in Algeria.

## Comuni
Il distretto comprende 2 comuni:
- Ouled Driss
- Aïn Zana